# Sviatoslav Șevciuc
Sviatoslav Șevciuc (în ucraineană Святослав Шевчук) (n. 5 mai 1970, Strîi, Regiunea Liov, URSS) este din 2011 arhiepiscop major de Kiev-Halici și întâistătător al Bisericii Greco-Catolice Ucrainene. În 2009 a fost hirotonit episcop în Catedrala Sf. Gheorghe din Liov. Până în 2011 a activat ca episcop al greco-catolicilor ucraineni din Buenos Aires. În această calitate a fost episcop sufragan al arhiepiscopului Bergoglio, actualul papă Francisc, care a deținut jurisdicția episcopală directă asupra celorlalți catolici de rit bizantin, alții decât cei ucrainieni.
Din 2011 este membru al Congregației pentru Bisericile Orientale.